# Avaceratops
Avaceratops ist eine Gattung von Vogelbeckensauriern aus der Gruppe der Ceratopsidae innerhalb der Ceratopsia.

## Merkmale
Von Avaceratops sind bislang nur zwei schlecht erhaltene Schädel und ein teilweise erhaltenes Körperskelett bekannt. Die Funde stammen von subadulten (halbwüchsigen) Tieren, die rund 2,5 Meter lang waren – die Länge der ausgewachsenen Tiere ist nicht bekannt.
Der Körperbau glich mit dem stämmigen Rumpf, den kräftigen Gliedmaßen und dem massiven Kopf dem der übrigen Ceratopsidae. Das Nasenbein und das Postorbitale sind nicht erhalten, dementsprechend lassen sich auch keine genaue Angaben über Nasen- oder Überaugenhörner machen. Der Nackenschild war wie bei allen Ceratopsidae aus dem Scheitel- und dem Schuppenbein gebildet. Er war verglichen mit anderen Ceratopsidae sehr kurz.

## Entdeckung und Benennung
Die fossilen Überreste von Avaceratops wurden in der Judith-River-Formation im US-Bundesstaat Montana gefunden und 1986 erstbeschrieben. Der Gattungsname leitet sich von „Ava“, dem Vornamen der Frau des Finders der Überreste, und keratops (griech. für „Horngesicht“), einem häufigen Namensbestandteil der Ceratopsia, ab. Typusart und einzig bekannte Art ist A. lammersi. Die Funde werden in die Oberkreide (spätes Campanium) auf ein Alter von 76 bis 72 Millionen Jahre datiert.

## Systematik
Avaceratops zählt zu den Ceratopsidae, das jugendliche Alter der gefundenen Tiere und das Fehlen diagnostischer Schlüsselknochen machen eine genauere systematische Einordnung schwierig. Dodson et al. (2004) sehen aufgrund des Baus des Schuppenbeins und des Zwischenkieferbeins eine Zugehörigkeit zu den Centrosaurinae gegeben. Eine andere Studie kommt hingegen zu dem Ergebnis, Avaceratops hätte innerhalb der Ceratopsidae eine urtümliche Position eingenommen und bilde eine Übergangsform zwischen den beiden Unterfamilien Centrosaurinae und Chasmosaurinae.
Heute wird Avacerotops generell den Centrosaurinae zugeordnet. 2015 wurde der Stammbaum der Centrosaurinae von Evans & Ryan (2015) anlässlich der Erstbeschreibung des in Kanada gefundenen Wendiceratops überarbeitet. Demnach stellt Diabloceratops die basalste Gattung und das Schwestertaxon aller anderen bekannten Centrosaurinae dar, gefolgt von einem gemeinsamen Taxon aus Nasutoceratops und Avaceratops. Bei einer phylogenetischen Analyse 2012 wurde Avaceratops noch als eine der basalsten Gattungen der Centrosaurinae betrachtet und allen anderen bekannten Gattungen mit Ausnahme des Diabloceratops und des Xenoceratops gegenübergestellt.